# Linia kolejowa Gruiten – Köln-Deutz
Linia kolejowa Gruiten – Köln-Deutz – główna niemiecka linia kolejowa. Jest częścią głównej osi w przewozach kolejowych na długich i regionalnych dystansach pomiędzy Wuppertalem i Kolonią. Jest obsługiwana przez pociągi Intercity-Express, Intercity, Regional-Express oraz Regionalbahn. Linia jest w pełni zelektryfikowana. Ma długość 35 km i jest przystosowana do prędkości 160 km/h.